# Campanula poscharskyana
Espèce
Classification APG III (2009)

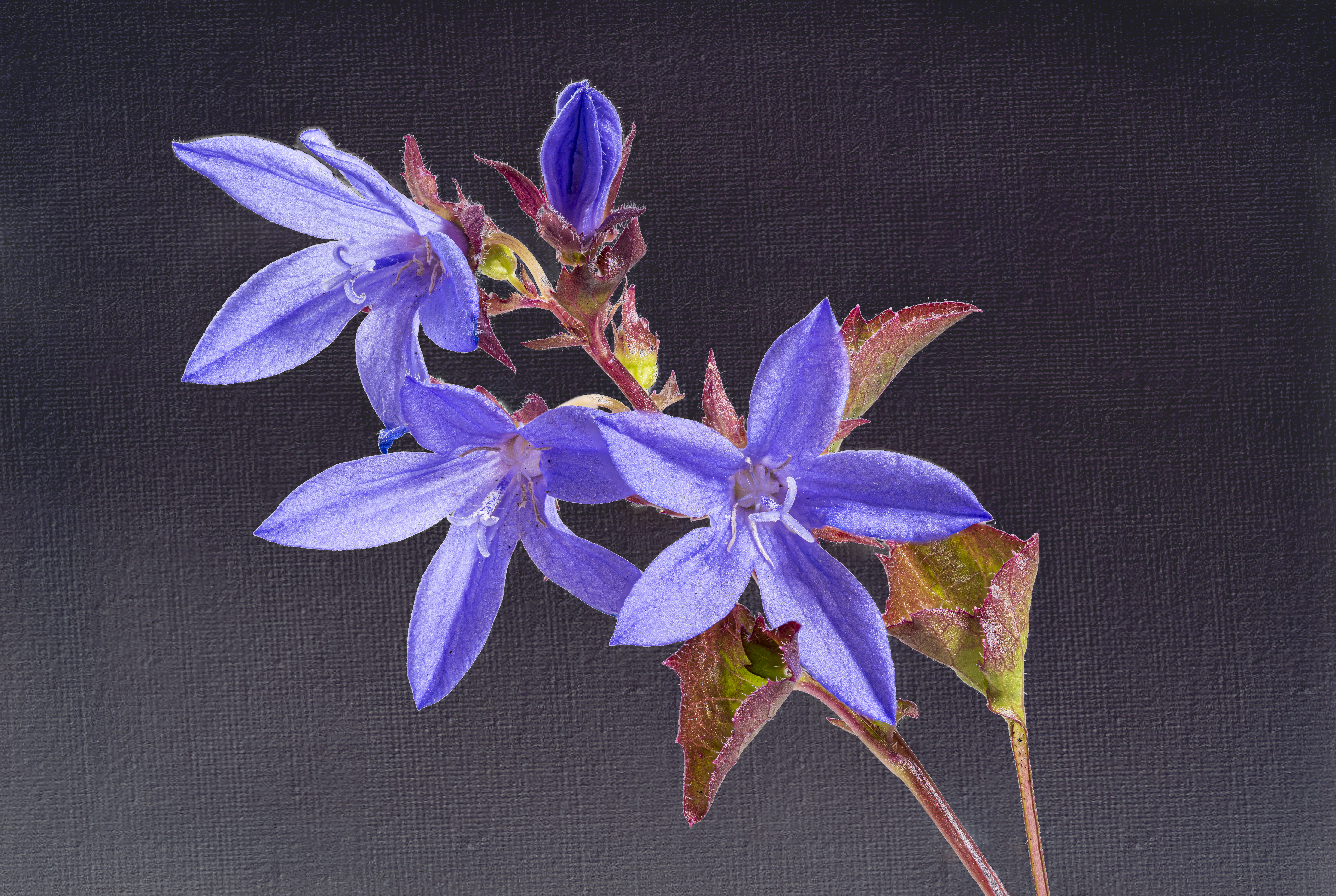
Campanule de Poscharsky

La Campanule de Poscharsky (Campanula poscharskyana) est une espèce de plante vivace appartenant au genre des campanules dans la famille des Campanulacées. Elle est native des Alpes dinariques en ex-Yougoslavie et des montagnes calcaires d'Italie et du bassin méditerranéen.

## Description
La période de floraison de la Campanule de Poscharsky s'étend de mai à septembre.

## Horticulture
La Campanule de Poscharsky peut être plantée à l'extérieur. Cependant, les endroits à l'abri de la pluie sont préférables étant donné que l'eau produit des taches sur les fleurs. De plus, il faut retirer les fleurs fanées pour éviter que des boutons ne cessent de se créer.